# Огърличесто бърне
Огърличестото бърне, още червенокрило бърне (Callonetta leucophrys) е дребен по размери вид патица, обитаващ горите на Южна Америка. Видът е единствен представител на род Callonetta. Обикновено причисляван към подсемейство Същински патици (Anatinae), видът фактически може да е по-близък до ангъчите и да принадлежи на подсемейство Ангъчови (Tadorninae), като най-близкият му вид вероятно е Chenonetta jubata.

## Физическо описание
И мъжките, и женските от вида огърличесто бърне запазват целогодишно многоцветното си оперение. Гърбът на мъжкия е в наситен кестеновокафяв оттенък, с бледо сиви пера от двете страни на тялото и гърди в цвят „сьомга“, напръскани с малки черни точици. На задната част на главата на мъжкия – от темето до ниската част на тила – се проточва тънка черна ивица. Гърбът на женската е в маслинено-кафеникав цвят, с глава на бели петна и ивици, и петънца по светлото оперение на гърдите и корема.
И двата пола имат тъмни на цвят опашни пера, които контрастират със светлосивата задница, и имат отличително бяло петно на крилете. И при двата пола човките са сиви на цвят, а краката и стъпалата са в розово.

## Разпространение
Огърличестото бърне обитава северозападните части на Аржентина и Парагвай, като се среща и в Боливия, Бразилия и Уругвай. Типичните за вида местообитания включват тропическите влажни гори и блатисти горски сечища в ниските гъсто залесени райони, както и изолирани водни басейни и рекички.